# M-Pesa
M-Pesa – usługi finansowe świadczone za pośrednictwem telefonu komórkowego. Usługa została utworzona w 2007 roku przez Safaricom oraz Vodacom, największy operator komórkowy w Kenii i Tanzanii. M-Pesa działa również w Afganistanie, RPA oraz Indiach. W 2014 roku została uruchomiona w Rumunii, a w 2015 roku w Albanii. Usługa ta pozwala na przechowywanie pieniędzy na specjalnym koncie bankowym, wykonywanie przelewów oraz płaceniem za zakupy i usługi niemal w każdym sklepie za pomocą SMS. W 2012 roku z M-Pesa w Kenii korzystało 17 mln ludzi, a w Tanzanii 7 mln.
Aby przystąpić do M-Pesa należy:
1. bezpłatnie wymienić kartę SIM
2. zarejestrować się u agenta M-Pesa
3. aktywować usługę

Agentami są placówki Safaricom oraz sieci sprzedaży detalicznej, szczególnie stacje paliw. Korzystając z telefonu można dokonywać wpłat, pobierać pieniądze lub przesyłać je innemu posiadaczowi telefonu komórkowego w Kenii (niekoniecznie zarejestrowanemu w systemie M-Pesa). Transakcje inicjowane są komunikatami SMS i autoryzowane numerem telefonu i kodem PIN.